# Rod Paradot
Rod Paradot (Saint-Denis, 4 de abril de 1996) é um ator francês. Ele ganhou o prêmio César de Melhor Ator Revelação em 2016 por seu papel em Standing Tall .

## Filmografia
| Ano  | Título            | Função           | Diretor           | Notas |
| ---- | ----------------- | ---------------- | ----------------- | --- |
| 2015 | Standing Tall     | Malony Ferrandot | Emmanuelle Bercot | Cabourg Film Festival - Prémios Premiers Rendez-vous </br> Prêmio César de Ator Mais Promissor </br> Prêmio Lumières de Ator Mais Promissor |
| 2017 | Luna              | Alex             | Elsa Diringer     | |
| 2017 | Arborg            | Lucas            | Antoine Delelis   | Curto |
| 2017 | Capitaine Marleau | Gabriel          | Josée Dayan       | Séries de TV (1 episódio) |
| 2018 | Campistas         | Mateo            | Léa Morel         | Curto |

Em 2019, Paradot participou do videoclipe de Petit Biscuit, "We Were Young".